# Mirca
Mirca es una localidad municipio de Santa Cruz de La Palma, en la isla de La Palma (Canarias). Está situado en las periferias de la capital, en la zona norte del municipio, limitando con Puntallana por el Barranco Seco.
En el barrio se pueden distinguir diversas entidades de población (conocidos antiguamente por caseríos): Candelaria, donde se encuentra la iglesia en honor a la Virgen de Candelaria, los Álamos, El Dorador y el Lomo de Los Gomeros en la zona alta, Miranda en la parte central del barrio y La Barriada de Mirca junto a la carretera del norte.
En el barrio se inicia la Carretera que da acceso al Roque de los Muchachos, siendo una de las entradas al importante observatorio astronómico de la isla. También cuenta con un equipo de Lucha Canaria, el Club de Lucha Candelaria y en él está el Estadio Virgen de las Nieves de la Sociedad Deportiva Tenisca.

## Demografía
| 2000 | 2001 | 2002 | 2003 | 2004 | 2005 | 2006 | 2007 | 2008 | 2009 | 2010 |
| ---- | ---- | ---- | ---- | ---- | ---- | ---- | ---- | ---- | ---- | ---- |
| 1106 | 1107 | 1108 | 1252 | 1306 | 1524 | 1687 | 1770 | 1785 | 1829 | 1829 |